# Classe Leahy
La classe Leahy est une classe de neuf croiseurs lance-missiles de l'United States Navy en service entre 1962 et 1995. Ces navires sont à l'origine désignés comme Destroyer leader (DLG), mais lors de la reclassification des navires de l'United States Navy en 1975, ils sont reclassés comme croiseurs à missiles guidés (CG). 
La classe Leahy est équipée de lance-missiles Terrier (et plus tard de RIM-67 Standard) à l'avant et à l'arrière. C'est également la première et seule classe de frégate qui n'est pas équipée de batterie de canons principale conçue pour le bombardement des côtes ou l'engagement contre d'autres navires. L'armement en canons est réduit afin de supporter une charge de missiles plus importante. L'une des principales missions de ces navires, comme celles de leurs prédécesseurs de la classe Farragut, est de faire partie de l'écran anti-aérien et anti-sous-marin des forces opérationnelles du porte-avions, tout en apportant un soutien aux avions du porte-avions en fournissant des vecteurs aux cibles assignées. 
Les navires sont équipés du système de propulsion de la classe Farragut, monté dans une coque plus longue conçue avec une étrave articulée de type « hurricane » qui réduit le plongeon dans une mer agitée, gardant ainsi le gaillard d'avant au sec pour faire fonctionner le lanceur de missiles avant. Parmi les autres caractéristiques, citons une installation électrique plus importante et une plus grande endurance. Une innovation majeure dans la conception est l'utilisation de macks (mâts et cheminées combinés) sur lesquels les radars sont montés, évitant les interférences produites par la fumée.

## Histoire

### Croiseur conventionnel
Les trois premiers navires ont été construits à Bath Iron Works, les deux suivants au New York Shipbulding Corp, et les autres aux chantiers Puget Sound Bridge and Dredging Company (en), Todd Pacific Shipyards San Pedro, San Francisco Naval Shipyard et Puget Sound Naval Shipyard.
Les navires subissent des modernisations entre 1967 et 1972 afin d'améliorer leurs capacités de guerre aérienne. Presque toutes les modernisations sont réalisées à Bath Iron Works, mais le Leahy effectue sa modernisation au chantier naval de Philadelphie pour un coût de 36,1 millions de dollars.
Tous les navires de la classe Leahy sont à nouveau modernisés à la fin des années 1980 dans le cadre du programme New Threat Upgrade (en) (NTU). Ce programme permet d'ajouter des radars de recherche et de poursuite aérienne avancés (AN/SPS-49 et AN/SPS-48), de mettre à jour les radars de ciblage (AN/SPG-55 (en)) et les systèmes de direction de combat. La mise à niveau comprend un remodelage massif du navire, passant de la réhabilitation de l'espace de restauration à une révision du système de propulsion principal. Des systèmes entiers sont retirés et remplacés, par exemple le radar de recherche aérienne AN/SPS-40 (en) est remplacé par le AN/SPS-49. La mise à niveau est relativement coûteuse et les navires ne demeurent pas en service très longtemps après leur modification. Par exemple, l'USS Gridley (CG-21) subit le programme de modernisation NTU en 1991 pour un coût de 55 millions de dollars, mais il est mis hors service au début de 1994.
La classe Leahy (et la classe similaire Belknap) est mise hors service au début des années 1990 dans le cadre de la volonté de l'administration Clinton de réduire les dépenses de défense à la lumière de la réduction des tensions avec la Russie. La classe entière est déclassée entre 1993 et 1995, rayée du registre naval, et transférée à l'United States Maritime Administration pour être démantelée.

### Croiseur nucléaire
L'USS Bainbridge (CGN-25) est un développement à propulsion nucléaire de la classe Leahy. À l'origine destroyer leader lance-missiles, la classe est désignée croiseur lance-missiles en 1975. Comme pour les USS Long Beach (CGN-9) et USS Enterprise (CVN-65), le Bainbridge est le seul représentant de sa classe.
Le Bainbridge est largement identique aux autres navires de la classe Leahy, à l'exception du remplacement des quatre chaudières à vapeur de 1 200 lb/in2 de conception conventionnelle par deux réacteurs D2G, et des augmentations connexes de déplacement, de longueur et de largeur. Le service d'ingénierie du Bainbridge comprend 7 officiers et 156 marins, soit respectivement 3 et 42 de plus que les navires conventionnels de la classe.

## Unités de la classe
| Nom                                                              | Image                                 | Constructeur                                   | Commission                            | Retrait du service                    |                                       |                                       |                                       |
| Classe Leahy (croiseur conventionnel)                            | Classe Leahy (croiseur conventionnel) | Classe Leahy (croiseur conventionnel)          | Classe Leahy (croiseur conventionnel) | Classe Leahy (croiseur conventionnel) | Classe Leahy (croiseur conventionnel) | Classe Leahy (croiseur conventionnel) | Classe Leahy (croiseur conventionnel) |
| ---------------------------------------------------------------- | ------------------------------------- | ---------------------------------------------- | ------------------------------------- | ------------------------------------- | ------------------------------------- | ------------------------------------- | ------------------------------------- |
| USS Leahy (CG-16)                                                |                                       | Chantier naval Bath Iron Works                 | 4 août 1962                           | 1 octobre 1993                        |                                       |                                       |                                       |
| USS Harry E. Yarnell (CG-17)                                     |                                       | Chantier naval Bath Iron Works                 | 2 février 1963                        | 29 octobre 1993                       |                                       |                                       |                                       |
| USS Worden (CG-18)                                               |                                       | Chantier naval Bath Iron Works                 | 3 août 1963                           | 1 octobre 1993                        |                                       |                                       |                                       |
| USS Dale (CG-19)                                                 |                                       | New York Shipbuilding Corporation              | 23 novembre 1963                      | 27 septembre 1994                     |                                       |                                       |                                       |
| USS Richmond K. Turner (CG-20)                                   |                                       | New York Shipbuilding Corporation              | 13 juin 1964                          | 13 avril 1995                         |                                       |                                       |                                       |
| USS Gridley (CG-21)                                              |                                       | Lockheed Shipbuilding and Construction Company | 25 mai 1963                           | 21 janvier 1994                       |                                       |                                       |                                       |
| USS England (CG-22)                                              |                                       | William H. Todd Corporation (en)               | 7 décembre 1963                       | 21 janvier 1994                       |                                       |                                       |                                       |
| USS Halsey (CG-23)                                               |                                       | San Francisco Naval Shipyard                   | 20 juillet 1963                       | 28 janvier 1994                       |                                       |                                       |                                       |
| USS Reeves (CG-24)                                               |                                       | Puget Sound Naval Shipyard                     | 15 mai 1964                           | 12 novembre 1993                      |                                       |                                       |                                       |
| Classe Bainbridge (croiseur nucléaire dérivé de la classe Leahy) |                                       |                                                |                                       |                                       |                                       |                                       |                                       |
| USS Bainbridge (CGN-25)                                          |                                       | Bethlehem Steel Corporation                    | 6 octobre 1962                        | 13 septembre 1996                     |                                       |                                       |                                       |

### Articles
- (en) Norman Polmar, « The U.S. Navy: Shipboard Radars », United States Naval Institute Proceedings,‎ décembre 1978.
- (en) « A Historical Review of Cruiser Characteristics, Roles and Missions », Future Concepts And Surface Ship Design Group (05D), Naval Sea Systems Command, Department of the Navy, 28 mars 2005 (consulté le 29 mai 2012).

### Ouvrages
- (en) Raymond V. B. Blackman, Jane's Fighting Ships, 1970-1971, p. 430.
- (en) Norman Friedman, U.S. Destroyers: An Illustrated Design History, Annapolis, MD, United States, Naval Institute Press, 2004 (1re éd. 1982), 327–334 p. (ISBN 9781557504425, OCLC 51861947, lire en ligne).
- (en) John Moore, Jane's American Fighting Ships of the 20th Century, New York, Bdd Promotional Book Company, 1991, 319 p. (ISBN 9780792456261 et 0792456262).